# كاتاوبا (ميزوري)
كاتاوبا هي منطقة فردية في مقاطعة كالدويل في ولاية من ميزوري.

## التاريخ
أسست كاتاوبا في عام 1884، وسميت بهذا الاسم نسبة إلى بستان أشجار الكتلبة بالقرب من موقع البلدة الأصلي. فيها مكتب بريد يسمى كاتاوبا تأسس في عام 1872، وبقي في العمل حتى عام 1905.